# Chant public devant deux chaises électriques
Chant public devant deux chaises électriques est une pièce de théâtre d'Armand Gatti écrite en 1964 et représentée pour la première fois le 17 janvier 1966 au Théâtre national populaire.

## Description
Traitant du sujet de l'injustice de l'affaire Sacco et Vanzetti, la pièce défraye la chronique. Conspuée par certains critiques, d'autres tels Gérard Guillot n'hésitent pas à parler de chef-d’œuvre.
La pièce est jouée au TNP jusqu'au 23 février 1966. Elle sera reprise de nombreuses fois en tournée à Boston, Lyon, Turin et Los Angeles (21-30 septembre 2001).

### Distribution
- Mise en scène : Armand Gatti
- Dispositif scénique et costumes : Hubert Monloup
- Musique : William Bukovi
- Combats réglés par Pierre Chaussat
- Production : TNP (direction : Georges Wilson)
- Principaux interprètes des soixante-neuf personnages : Hélène Châtelain, Hélène Aligier, Daniel Dubois, Jacques Gripel, Marc Dudicourt, Roland Monod, Pia Colombo, Pierre Santini, Édith Zetline, André Bénichou, Jacques Debary, Pierre Meyrand, Boudjemaa Bouada, Théo Légitimus, Yvan Labéjof, Gino Zampieri.

### Publication
- Chant public devant deux chaises électriques, éditions du Seuil, 1964
- Chant public devant deux chaises électriques, Théâtre nationale populaire, 1966
- Öffentflicher Gesang Vor Zwei Elektrische Stühle, traduction de Gerda Scheffel, S. Fischer Verlag, Allemagne, 1967
- Chant public devant deux chaises électriques, Œuvres complètes d'Armand Gatti, Les Œuvres théâtrales, tome I, 1991
- Public song before two electric chair, traduction Teresa Meadows Jillson et Emmanuel Deleage, Green Interger 51, Los Angeles, 2002

## Documentaire
- Hélène Châtelain, Chant public devant deux chaises électriques, 137 min, 2004[2]